# Pezcore
Pezcore – pierwszy długogrający album skapunkowego zespołu Less Than Jake

## Spis utworów
1. „Liquor Store” – 2:44
2. „My Very Own Flag” – 2:47
3. „Johnny Quest Thinks We’re Sellouts” – 2:55
4. „Big” – 3:04
5. „Shotgun” – 2:56
6. „Black Coffee” – 2:24
7. „Throw the Brick” – 2:10
8. „Growing Up on a Couch” – 2:30
9. „Blindsided” – 2:50
10. „Downbeat” – 2:10
11. „Jen Doesn’t Like Me Anymore” – 2:55
12. „Out of the Crowd” – 2:31
13. „Robo” – 1:33
14. „Where in the Hell is Mike Sinkovich?” – 2:13
15. „Process” – 2:39
16. „Three Quarts Drunk” – 2:05
17. „Boomtown” – 2:34
18. „Short on Ideas” – 4:17
19. „One Last Cigarette” – 4:38